# Devylderia coryphistoides
Devylderia coryphistoides är en insektsart som beskrevs av Sjöstedt 1923. Devylderia coryphistoides ingår i släktet Devylderia och familjen Lentulidae. Inga underarter finns listade i Catalogue of Life.